# ダチア・ダスター
ダチア・ダスター (Dacia Duster) はルノー傘下のルーマニアの自動車メーカー、
ダチアが製造・販売するクロスオーバーSUVである。

## 概要
ルノーグループの低価格世界戦略車種であり、ヨーロッパ以外の地域、またロシアやウクライナなどではエンブレムとグリルが変更されてルノー・ダスターとして販売される。
また、インドでは2013年8月20日に日産自動車が姉妹車をテラノとして発表した。

## 初代 HS型（2010年 - 2022年）
2009年12月8日にダチアブランドの6番目の車種として発表され、2010年春からルーマニアなど欧州主要国で販売開始。
メカニズムに関しては日産・BプラットフォームをベースとしたB0プラットフォームが採用され、H4M型1.6Lガソリンエンジンもしくは2種類のK9K型1.5Lディーゼルエンジン（85hpと100hp）を用意。なお、ディーゼルの85hpの2WD車は、CO2排出量140g/km以下という環境性能を実現している。
4WDシステムは、日産・エクストレイルやルノー・コレオスなどと同じオールモード4×4-iを採用。
ボディサイズは全長4,310×全幅1,820mmとし、最低地上高は200mm以上、アプローチアングルは30度、ディパーチャーアングルは35度以上を確保することで走破性を高めている。
荷室に関しては容量は475L（VDA計測法）で、リアシートを折り畳めば最大1,600Lにまで拡大される。
ダスターの生産はルーマニア、ブラジル、コロンビア、インド、ロシアの各工場にて行われ、インドおよびロシア市場向けではダスターの姉妹車「日産・テラノ」が生産されている。
2013年1-5月期において、ダスターは155,729台が販売され、ルノー/ダチアの最量販車種となっている。
尚、ロシア・ブラジル・インド仕様のキャプチャーは当車をベースに開発されている。

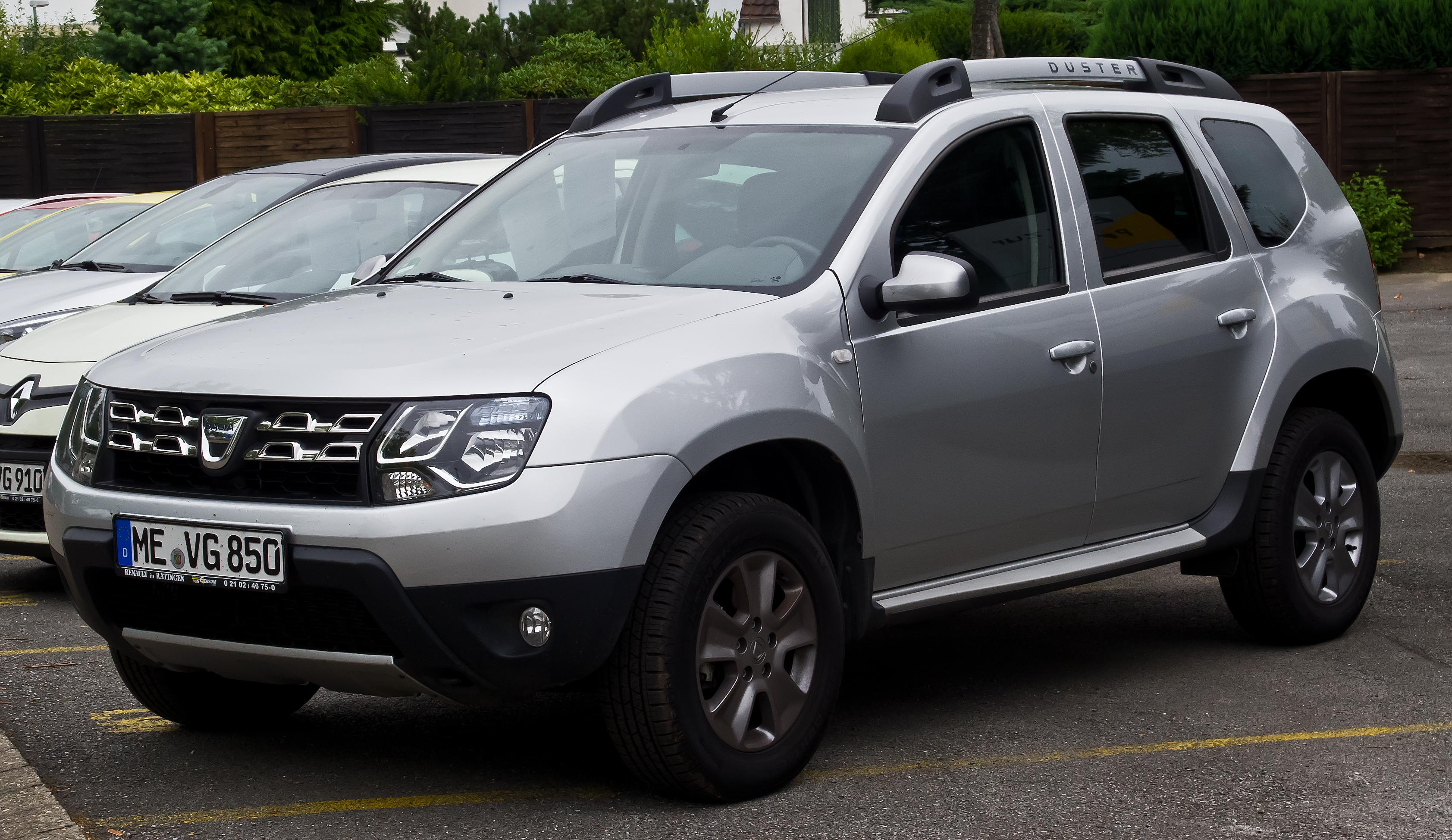
後期型
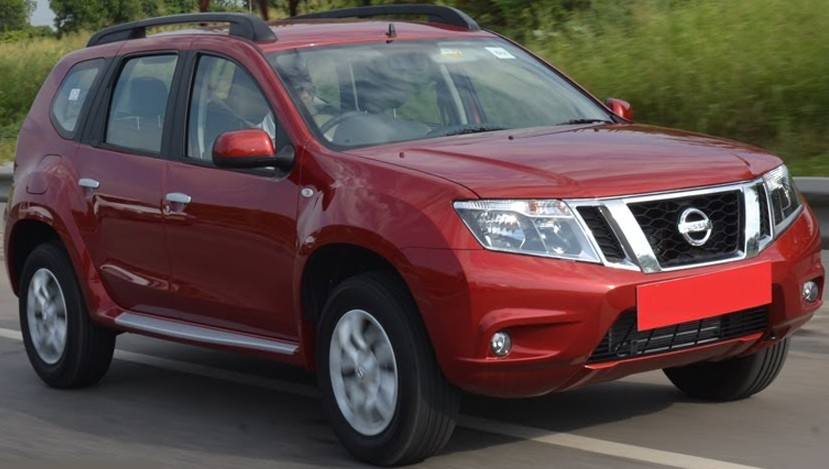
日産・テラノ (3代目)

### 世界各国での展開

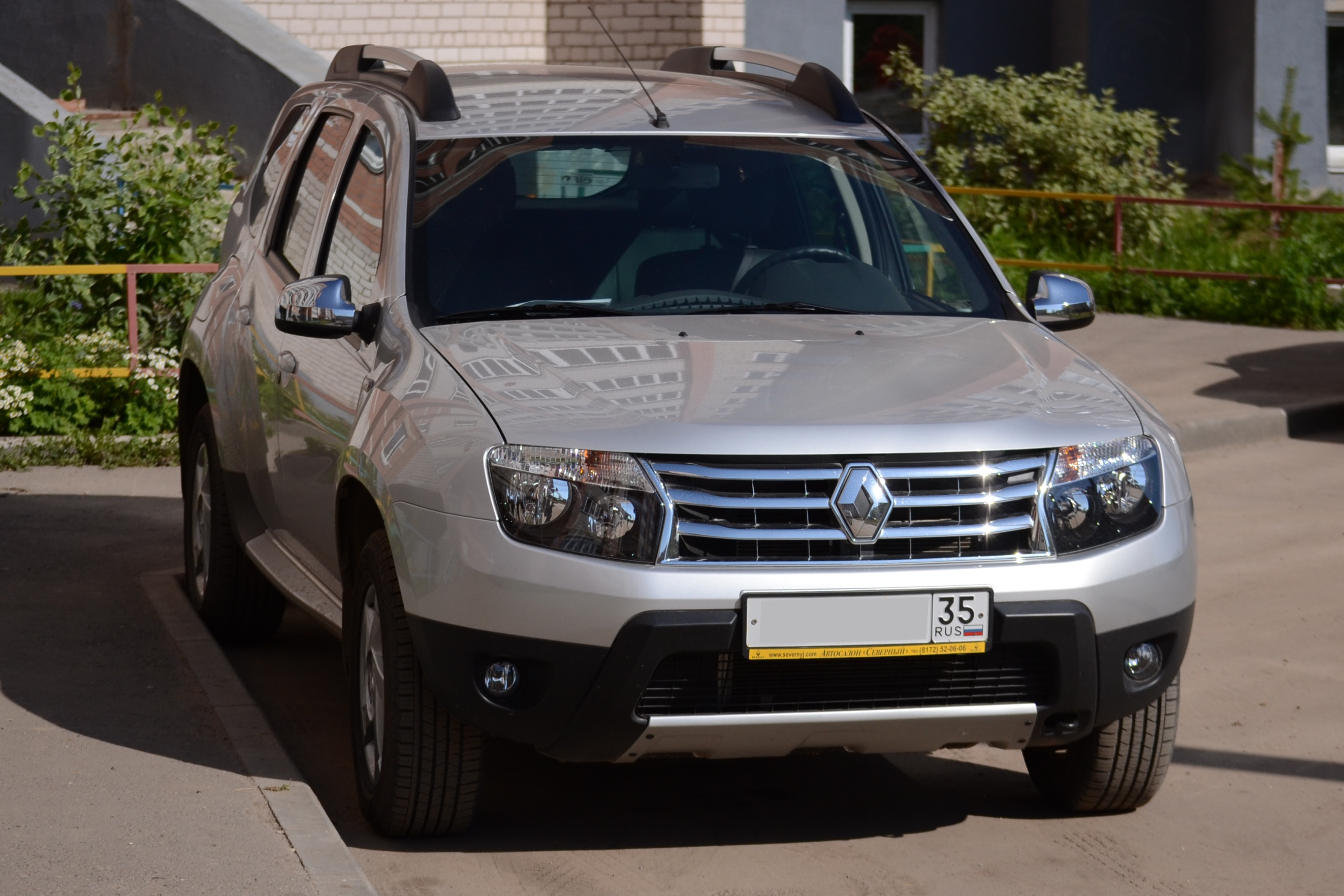
ルノー・ダスター

2011年6月、ブエノスアイレスモーターショーでルノー・ダスターのラテンアメリカ仕様が公開され、ブラジルでは同年10月に発売が開始された。同国では警察車両にも採用されている。
インドでは2012年7月4日にルノー・ダスターが発売開始された。販売は好調で、2013年3月にはマヒンドラ&マヒンドラのスコーピオを抜いてSUVセグメントでのベストセラーになった。
ロシアではルノー・ダスターは2012年10月以降SUVのベストセラーとなっており、2013年7月16日にはモスクワ工場での累計生産台数が10万台を突破した。
ダスターはまた、右ハンドル圏のイギリスおよびアイルランド未進出であったダチアブランド上陸第一弾車種でもある。イギリスでは2012年6月28日から予約受注を開始し、グッドウッド・フェスティバル・オブ・スピードでもお披露目された。7月15日にはアイルランド投入も発表され、翌2013年初めからサンデロとともにデリバリーが開始された。

## 2代目 HM型（2017年 -）
2017年9月にフランクフルトモーターショーで2代目が初公開され、ルーマニアでは同年末にウェブサイト限定で予約販売を実施、他の欧州各国では2018年初頭から順次販売が開始された。プラットフォームは初代からキャリーオーバーされている。

## 3代目 P1310型（2023年 -）
2021年1月ルノー・グループのRenaulutionプランの一部として発表されたBigster conceptがほぼ3代目であった。その後2023年11月にポルトガルで市販型を発表。一般公開は翌2024年2月のジュネーヴ国際モーターショー。3代目のパワーユニットはガソリン・ターボとガソリン・ハイブリッドエンジンのみでディーゼルエンジンは姿を消した。先代同様南米やオセアニア市場などでは「ルノー・ダスター」として販売される。

## レース参戦

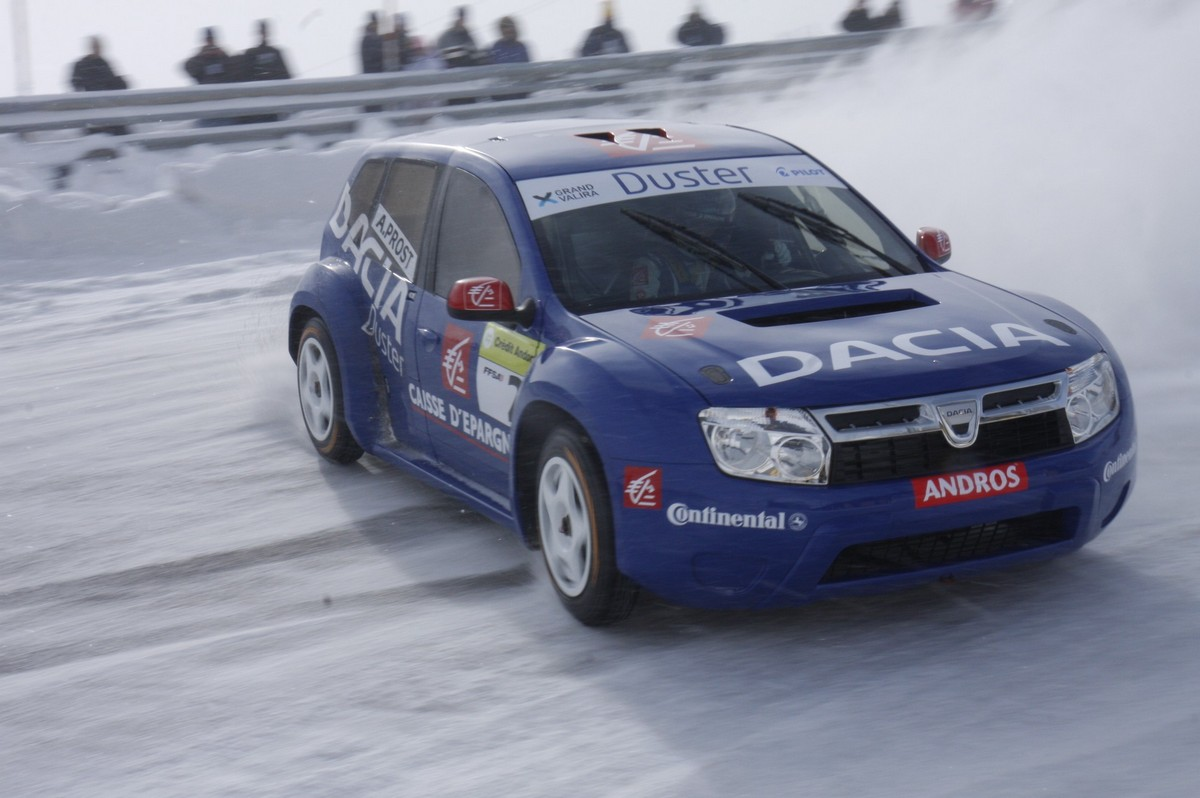
ダスター・レース仕様

2009年11月17日、市販仕様発表に先駆けてダスターの氷上レース仕様を初公開した。ドライバーには元・F1ドライバーのアラン・プロストを起用し、2010年シーズンの「アンドロス・トロフィー」にダスターで参戦すると発表。ただし、市販型と違って350PSまでスープアップした日産製のVQ30DEをミッドシップに搭載。なお、同車の開発はルノー・スポールが担当している。
ダスターで2009-2010年のシーズンに参戦したプロストは総合優勝こそ逃したが、2位を獲得し、「仕上げ時間が足りなかった」としながらも、ダスターのポテンシャルの高さを評価した。尚、3位には同じ元・F1ドライバーのオリビエ・パニスがシュコダ・ファビアで入賞している。
尚、プロストは2012-2013年シーズンにロッジーグレイスで参戦し、近年の優勝の常連であるジャン・フィリップ・デイローを抑え、2008-2009年シーズンにトヨタ・オーリスで参戦以来の優勝を達成している。